# سیارک ۱۹۸۴۸
سیارک ۱۹۸۴۸ (به انگلیسی: 19848 Yeungchuchiu، نامگذاری:2000TR) نوزده هزار و هشتصد و چهل و هشتمین سیارک کشف شده‌است که در ۲ اکتبر ۲۰۰۰ کشف شد.
قدر مطلق سیارک برابر ۱۱٫۷۰ است.